# Paul Melissus

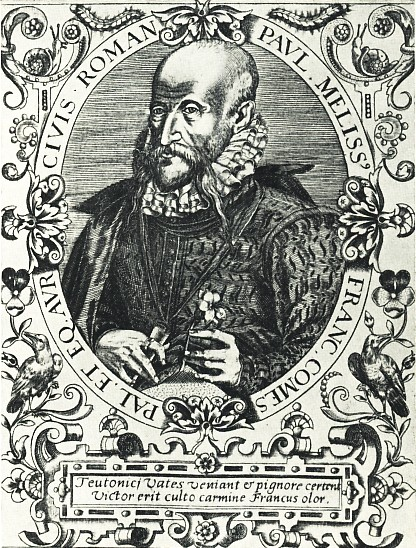
Paul Melissus, Stich von Theodor de Bry

Paul Melissus (auch Paulus Melissus Schedius; eigentlich Paul Schad, Geburtsname: Paulus Schad; Paul Schede ist rückverdeutscht aus dem latinisierten Namen Paulus Schedius; * 20. Dezember 1539 in Mellrichstadt; † 3. Februar 1602 in Heidelberg) war ein neulateinischer Dichter, Übersetzer und Komponist.

## Leben
Melissus wurde als Paul Schad und Sohn von dem aus Königshofen stammenden Balthasar Schad (auch: Schäd oder Schede) und dessen aus Mailes bei Stadtlauringen stammenden Frau Ottilia Melissa Schirling geboren. Paul Schad nannte seine Mutter später Melissa („die Maileserin“). Er studierte nach dem Schulbesuch in Zwickau von 1557 bis 1559 Philologie in Erfurt und Jena. Sein Vater verlor durch ein Feuer sowie Brandschatzungen im Markgräflerkrieg und unüberlegte Bürgschaftsleistungen einen großen Teil seines Vermögens, so dass Paul sein Studium abbrechen musste und auf Vermittlung seiner Verwandtschaft mütterlicherseits 1559 eine Stelle als Kantor in Königsberg in Franken übernahm. Von 1561 bis 1564 lebte er in Wien, wo er an einer Art Kadettenschule unterrichtete und sich mit dem böhmischen Dichter und poeta laureatus Caspar Cropacius befreundete. Dieser regte ihn zu ersten dichterischen Versuchen an, so dass Scheder 1561 selbst zum Dichter gekrönt wurde. Er hielt sich in Prag, Wittenberg und Leipzig auf, wurde an den Hof des Würzburger Fürstbischof berufen, begleitete den Kaiser auf den Reichstag zu Augsburg und nahm an einem Feldzug nach Ungarn gegen die Türken teil.
Nachdem er durch Kaiser Ferdinand I. als „poeta laureatus“ geehrt worden war und am 2. Mai 1564 in den Adelsstand erhoben wurde, wurde er Botschafter in den Diensten der Kaiser Maximilian II. und Rudolf II. und unternahm von 1567 bis 1586 Reisen nach Frankreich, in die Schweiz, nach Italien und England. In Paris widmete er sich von neuem den Wissenschaften, vor allem der Jurisprudenz. Als Freund der Hugenotten musste er jedoch nach der Schlacht bei Moncontour 1569 fliehen, geriet aber in französische und spanische Gefangenschaft. Während man in seiner Heimatstadt annahm, er sei gefallen, hielt er sich allerdings drei Monate lang in Besançon und ein Jahr lang in Genf auf, wo er sich zum Calvinismus bekehrte. Er machte Bekanntschaft mit dem pfälzischen Kurfürsten Friedrich III., der ihn mit der Übertragung der Psalmen Davids beauftragte. Die ersten 50 Psalmen erschienen 1572 in Heidelberg.
Nach dem Tode Friedrich III. im Jahr 1576 reiste Schedius nach Italien. Erst 1580 kehrte er nach Deutschland zurück, reiste aber auf Einladung von Elisabeth I., die den Dichter für ihr Land gewinnen wollte, nach England. Schedius schlug das Angebot aus und reiste nach Frankreich ab, von wo aus ihn Friedrichs Sohn Johann Kasimir nach Heidelberg holte, um ihn mit der Leitung der kurfürstlichen Bibliothek Bibliotheca Palatina zu betrauen. Dort heiratete er am 24. September 1590 Aemilia Jordan, die Tochter des kurpfälzischen Rates Ludwig Jordan. Der aus dieser Ehe stammende Sohn starb noch im Kindesalter und Paul Schedius musste selbst eine längere schwere Krankheit überstehen. Nach seiner Genesung schuf er Neuübertragungen des Vater Unser, des Apostolischen Glaubensbekenntnisses, des Magnificat und des Gesangs des Simeon. Er starb am 3. Februar 1602 im Alter von 62 Jahren an einem Stickhusten.
Melissus übersetzte die von Clément Marot und Théodore de Bèze für den hugenottischen Gottesdienst in Reime gebrachten Psalmen Davids ins Deutsche. Er gehörte zu den ersten, die das Sonett und die Terzine in die deutsche Lyrik einführten. Bei seinen Zeitgenossen war er als Autor kunstvoller lateinischer Liebesgedichte angesehen. Eduard Engel urteilt in seiner Literaturgeschichte über Schedius:

„Die wenigen Reste seiner deutschen Liederdichtung beweisen, daß er eine bemerkenswerte Gabe des echten Gesangsliedes besaß. Bei ihm zeigt sich eine künstlerische Verschmelzung volkstümlicher Töne mit einer Verfeinerung des Ausdrucks durch fremdsprachliche Bildung. Schede hat sich auch in Sonetten, Alexandrinern, ja in Terzinen nach italienischen und französischen Vorbildern versucht; doch stehen alle diese Nachahmungen weit zurück hinter seinen deutschen Liedern, die gerade wie Volkslieder klingen […]“

Nach Melissus ist der Paul-Schedius-Weg in seiner Heimatstadt Mellrichstadt benannt.

## Werke
- Cantiones. (Stimmbücher), s. l. 1566. (Digitalisat)
- Di Psalmen Davids in Teutische gesangsreymen nach Französischer melodeien- ůnt sylben art, mit sonderlichem fleise gebracht von Melisso. Samt dem Biblischen texte: auch iglicher psalmen kürtzem inhalte ůnt gebätlin. Heidelberg 1572. (Digitalisat)
- Schediasmata. s. l. 1574. (Digitalisat); 2. Auflage (Schediasmata Poetica) Paris 1586.
- Schediasmatum reliquiae. Frankfurt am Main 1575. (Digitalisat)
- Epigrammata. [Nürnberg] 1580.
- Odae Palatinae. Heidelberg 1588. (Digitalisat)
- Emmetron In Nuptias Serenissimi Illustrissimisque Principis Electoris Friderici IV. Comitis Palatini Ad Rhenum, Ducis Boiorum; Et … Loisae Iulianae Principis Uraniae, Comitis Nassoviae. s. l. 1593. (Digitalisat)
- Meletemata. Frankfurt am Main 1595. (Digitalisat)